# التعليم في اليونان القديمة

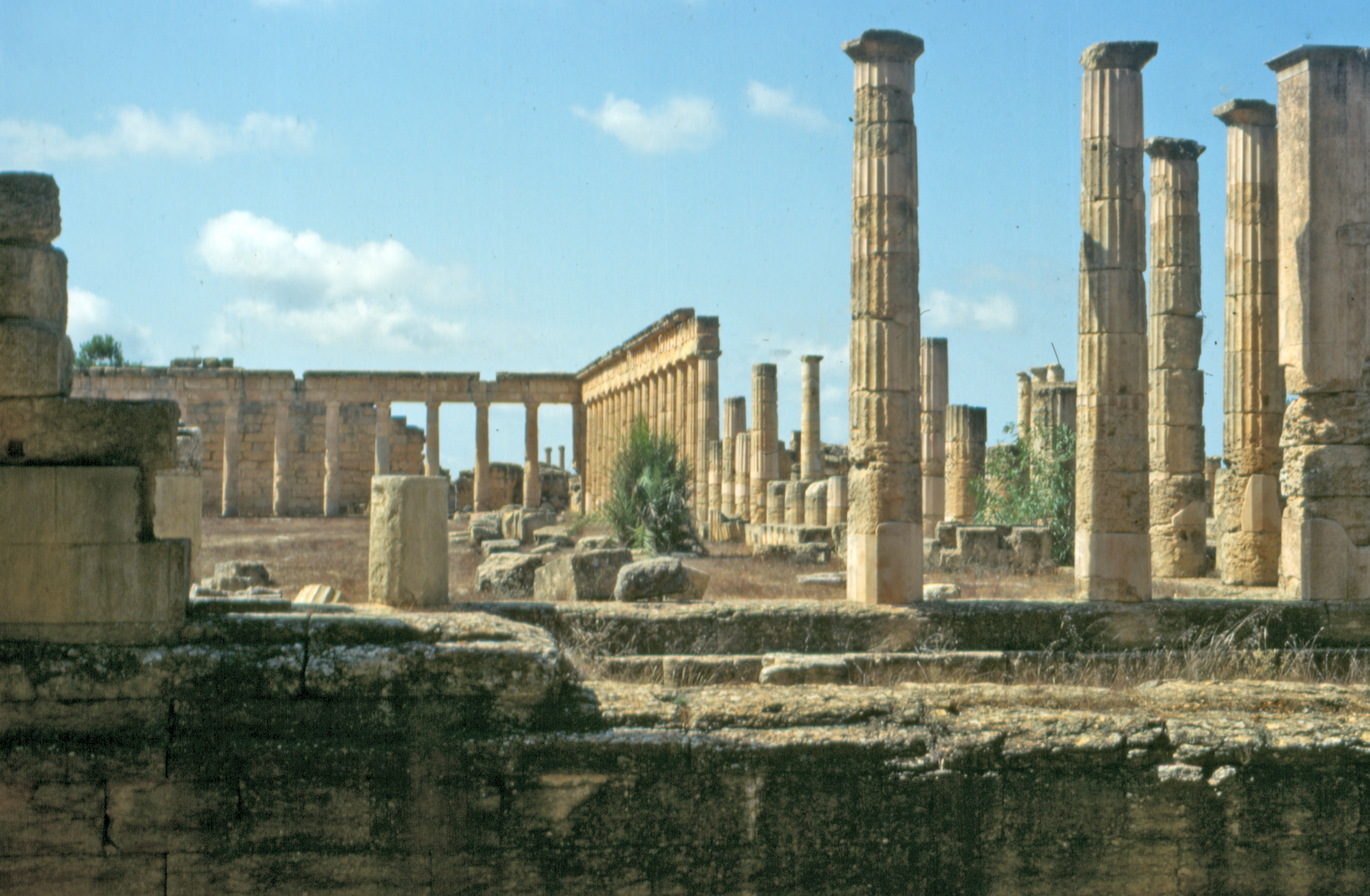

تأثر التعليم في اليونان القديمة بكل من الجدليين وأفلاطون وإيسقراط في القرن الخامس قبل الميلاد بشكل جعله أكثر ديمقراطية. كان التعلم في مدرسة الجيمناسيون في العصر الهلنستي لليونان القديمة ضروريًا للمشاركة في الثقافة اليونانية. كانت قيمة التربية البدنية للإغريق والرومان فريدة من نوعها تاريخيًا؛ ويوجد في هذا الخصوص نوعان من التعليم في اليونان القديمة: الرسمي وغير الرسمي. يتحقق التعليم الرسمي من خلال الالتحاق بمدرسة عامة؛ ويمكن توفيره كذلك عن طريق مدرس خاص، بينما يكون التعليم غير الرسمي باستخدام مدرس غير مدفوع الأجر في بيئة غير عامة. كان التعليم آنذاك عنصرًا أساسيًا من هوية الشخص.
كان التعليم اليوناني الرسمي للذكور وغير العبيد بشكل أساسي. صدرت في بعض المدن قوانين تحظر تعليم العبيد. قام الإسبرطيون أيضًا بتدريس الموسيقى والرقص بهدف تعزيز قدرتهم على المناورة كجنود.

## النظام الأثيني

### أثينا الكلاسيكية (508- 322 قبل الميلاد)

#### التعليم القديم
تألف التعليم القديم في أثينا الكلاسيكية من جزأين رئيسيين: التعليم جسدي والتعليم الفكري، أو ما كان معروفًا للأثينيين باسم الجمناستيك والموسيك.
كان الجمناستيك عبارة عن تربية بدنية تعكس المثل العليا للجيش كالقوة والقدرة على التحمل والاستعداد للحرب. كان وجود جسم لائق بدنيًا أمرًا في غاية الأهمية بالنسبة للأثينيين. يبدأ الأولاد في التربية البدنية أثناء أو بعد التعليم الابتدائي مباشرةً. إذ يتعلمون في البداية على يد معلم خاص يعرف باسم المدرب أو بايدوترايب، ليتدربوا لاحقًا في صالة الألعاب الرياضية (الجيمناسيوم). يعتبر التدرب البدني ضروريًا لتحسين مظهر الشخص وللاستعداد للحرب وللحفاظ على الصحة الجيدة في سن الشيخوخة.
من ناحية أخرى، كان الموسيك عبارة عن مزيج من الموسيقى الحديثة والرقص والأغاني والشعر. زودت الموسيك الطلاب بأمثلة عن الجمال والنبل، بالإضافة إلى تقدير الانسجام والإيقاع.
كان الطلاب يقومون بالكتابة باستخدام قلم يحفرون فيه على لوحة مغطاة بالشمع. يعطى الأطفال عندما يصبحون قادرين على البدء بقراءة أعمال كاملة شعرًا للحفظ والتلاوة. كان الشعراء الأسطوريون أمثال هسيودوس وهوميروس موضع تقدير كبير لدى الأثينيين، وغالبًا ما كانت أعمالهم مدمجةً في الخطط المدرسية. افتقر التعليم القديم في أثينا إلى الأعمار والمراحل المتقدمة ولم يشمل سوى التعليم الابتدائي؛ فبمجرد وصول الطفل إلى سن المراهقة، ينتهي تعليمه الرسمي. ولذلك، كان جزء كبير من هذا التعليم غير رسمي ويعتمد على التجربة الإنسانية البسيطة.

#### التعليم العالي
لم يكن التعليم العالي بارزًا في أثينا حتى عام 420 قبل الميلاد. أسس بعض الفلاسفة -مثل سقراط- والحركات -مثل الحركة السفسطائية التي أدت إلى تدفق المعلمين الأجانب- للانتقال من التعليم القديم إلى التعليم العالي الجديد. وسع هذا التعليم العالي التعليم الرسمي وبدأ المجتمع الأثيني في تقدير التعليم الفكري أكثر من الجسدي. سبب هذا التحول جدلًا بين التقليديين وأصحاب وجهات النظر الحديثة في التعليم. اعتقد التقليديون أن تربية «المثقفين» من شأنها أن تدمر الثقافة الأثينية وتضر بأثينا أثناء الحرب. ومن ناحية أخرى، قدّر أولئك الذين يدعمون التغيير أهمية القوة البدنية، ولكنهم أدركوا بأن قيمتها بالنسبة إلى أثينا ستنخفض بمرور الوقت. اعتقد هؤلاء الناس أن التعليم يجب أن يكون أداة لتطوير الشخص ككل -بما في ذلك عقله. وبشكل عام، أسفر ذاك الجدل عن سيادة التعليم العالي.
أتاح إدخال مستويات التعليم الثانوي وما بعد الثانوي هيكلًا وعمقًا أكبر لإطار التعليم القديم. تضمنت مجالات الدراسة الرياضيات والفلك والتوافق والجدلية مع التركيز على تطوير البصيرة الفلسفية. كان استخدام المعرفة في إطار المنطق والعقل ضروريًا وأساسيًا في تعليم الأفراد.
لعبت الثروة دورًا أساسيًا في التعليم العالي الأثيني الكلاسيكي. وفي الواقع، اعتمد مقدار التعليم العالي الذي يتلقاه الفرد على قدرة الأسرة ورغبتها في دفع ثمن هذا التعليم. دُرِّسَت البرامج الرسمية في التعليم العالي على أيدي الجدليين أو السفسطائيين الذي طالبوا بأجور مقابل تدريسهم. استخدم السفسطائيون الإعلانات على نطاق واسع للوصول إلى أكبر عدد ممكن من العملاء. وفي معظم الحالات، لم يتمكن من الوصول إلى التعليم سوى أولئك الذين يستطيعون تحمل تكاليف الدراسة، بينما كانت فئة الفلاحين الذين يفتقرون إلى المال محدودة التعليم. بالإضافة إلى ذلك، مُنع النساء والعبيد من تلقي التعليم؛ إذ حصرت التوقعات المجتمعية النساء في المنزل، وكان الاعتقاد السائد آنذاك بامتلاك النساء قدرات ذهنية متدنية تحرمهن من التعليم الرسمي. كذلك، حُرِمَ العبيد قانونًا من الحصول على التعليم.
استخدم الرومان الأثرياء المثقفين اليونانيين كعبيد بعد أن أصبحت اليونان جزءًا من الإمبراطورية الرومانية. وفي الواقع، كانت هذه هي الطريقة الأساسية لتعليم الرومان الأثرياء، وهذا ما أدى إلى انتشار الثقافة اليونانية في المحيط الروماني.

#### المعلمين الأثينيين الكلاسيكيين

##### إيسقراط (436-338 قبل الميلاد)
كان إيسقراط خطيبًا كلاسيكيًا مؤثرًا من أثينا. تأثر إيسقراط أثناء نشوئه في أثينا بمعلمين مثل سقراط وجورجياس في سن مبكرة وساعده ذلك على تطوير مهارته الاستثنائية في الخطابة. تجاهل إيسقراط مع تقدمه في العمر وتطور فهمه للتعليم أهمية الفنون والعلوم معتقدًا أن الخطابة كانت مفتاح الفضيلة. كان هدف التعليم برأيه هو الحصول على الكفاءة المدنية والقيادة السياسية، وبذلك أصبحت القدرة على التحدث والإقناع حجر الزاوية في نظريته التعليمية. لم يوجد مقر محدد للتعليم العالي آنذاك، وإنما فقط السفسطائيين الذين كانوا يسافرون باستمرار بهدف التعليم. أسس إيسقراط ردًا على ذلك مدرسته للبلاغة في عام 393 قبل الميلاد تقريبًا. كانت مدرسته معاكسة لمدرسة أفلاطون (سنة 387 قبل الميلاد) باعتمادها على العلوم والفلسفة والجدلية إلى حد كبير.